# Don Rogers (giocatore di football americano 1936)
Donald Clinton Rogers (South Orange, 4 dicembre 1936) è un ex giocatore di football americano statunitense che ha militato nel ruolo di offensive lineman per i Los Angeles/San Diego Chargers della American Football League (AFL).

## Carriera professionistica
Rogers al college giocò a football all'Università della Carolina del Sud. Fu scelto dai San Francisco 49ers nel Draft NFL 1959 ma non vi giocò mai, firmando con i Los Angeles Chargers della neonata AFL nel 1960. Con essi, nel frattempo trasferitisi a San Diego, vinse il campionato AFL del 1963. Chiuse con la carriera con 68 presenze, tutte tranne due come titolare.

## Palmarès
- Campionati AFL : 1

San Diego Chargers: 1963